# Національний заповідник Озеро Боґорія
Національний заповідник Озеро Боґорія розташований у Великій рифтовій долині, Кенія, та охороняє озеро Боґорія та савану, що безпосередньо оточує озеро. Ним керує Служба охорони дикої природи Кенії.
На східному березі озера над ним підіймається стіна заввишки 600 метрів. Озеро займає 32 км². На західному березі знаходяться гарячі джерела та гейзери. Геолог Дж. В. Грегорі описав озеро в 1892 році як «найкрасивіший вид в Африці».
Заповідник знаходиться в напівпосушливій місцевості. Єдиною річкою, що живить озеро, є річка Васегес, яка бере початок на північних схилах хребта Абердер. Перш ніж потрапит в озеро вона проходить через сільськогосподарські угіддя та пасовища, а потім через дуже сухі акацієві чагарники. Озеро оточене порослими чагарниками. На півдні — акацієво-фікусовий ліс, а на півночі переходить у папірусове болото.
Заповідник відкрито в листопаді 1970 року. Зручності для туристів включають будиночок у парку, три громадські та один приватний кемпінг. У 1999 році заповідник був представлений як кандидат на об’єкт Всесвітньої спадщини.

## Екологія
Озеро Боґорія лужне, живить синьо-зелені водорості, які у свою чергу, годують фламінго. Часом кількість фламінго, які годуються в озері, може досягати двох мільйонів. Це найбільша і найвідоміша у світі популяція фламінго. На фламінго полюють хижі тварини, наприклад орлани. Загалом на озері зареєстровано 135 видів птахів.
У заповіднику живе стадо відносно рідкісного великого куду. Також тут можна зустріти буйвола, зебру, гепарда, павіана, бородавочника, каракала, плямисту гієну, імпалу та дікдіка.
Річка Васегес протікає через регіони інтенсивного вирощування кави, де активно використовуються хімічні добрива та пестициди, які можуть забруднювати озеро. Багатьох відвідувачів приваблюють гарячі джерела на західному березі озера, що спричиняє забруднення твердими відходами. Замулення є ще однією загрозою для біорізноманіття.